# سلطة جزر كايمان النقدية
سلطة جزر كايمان النقدية هو البنك المركزي وهو الجهة المالية المسؤؤولة في جزر كايمان ويشرف على مجلس النقد، وقد أسس في 1 يناير 1997.
سلطة جزر كايمان النقدية هو المسؤول عن إصدار دولار جزر كايمان.